# Acanalonia bivittata
Espèce
Acanalonia bivittata est une espèce d'insectes hémiptères de la famille des Acanaloniidae présente en Amérique du Nord et également introduite en Europe depuis 2022.

## Description
Les individus sont généralement verts, mais peuvent aller du rose au brun. Ils présentent généralement une ligne brune sur la bordure supérieure des ailes.

## Répartition
A. bivittata est présent dans son aire d'origine sur la moitié Ouest de l'Amérique du Nord. En Europe, l'espèce a pour l'instant été observée en Italie en 2022.

## Écologie
A. bivittata est une espèce polyphage. En Europe elle a pour plantes hôtes la Prêle rameuse, l'Érigéron du Canada, l'Oxalis corniculé, le Peuplier Blanc et Setaria helvola.

## Systématique
Le nom valide complet (avec auteur) de ce taxon est Acanalonia bivittata (Say, 1825).
L'espèce a été initialement classée dans le genre Flata sous le protonyme Flata bivittata Say, 1825,.
Acanalonia bivittata a pour synonymes :
- Acanalonia bivittata rubescens (Melichar, 1901)
- Acanonia bivittata (Say, 1825)
- Acanonia malina (Germar, 1830)
- Amphiscepa bivittata rubescens Melichar, 1901
- Amphiscepa malina Germar, 1830
- Flata bivittata Say, 1825
- Poeciloptera bivittata (Say, 1825)
- Poeciloptera nana Walker, 1851

### Publication originale
- (en) Thomas Say, « Descriptions of new Hemipterous Insects collected in the Expedition to the Rocky Mountains, performed by order of Mr. Calhoun, Secretary of War, under command of Major Long », Journal of the Academy of Natural Sciences of Philadelphia, Philadelphie, Jesper Harding, vol. 4, no 2,‎ 1825, p. 307-345 (ISSN 0885-3479, OCLC 1460713, lire en ligne).